# Neoperla harrisi
Neoperla harrisi är en bäcksländeart som beskrevs av Bill P.Stark och Lentz 1988. Neoperla harrisi ingår i släktet Neoperla och familjen jättebäcksländor. Inga underarter finns listade i Catalogue of Life.